# Pinocchio dans l'espace
Pour plus de détails, voir Fiche technique et Distribution.
Pinocchio dans l'espace est un film d'animation belgo-américain sorti en 1965 et réalisé par Ray Goossens.

## Synopsis
Le film s'inspire de l'histoire de Pinocchio de Carlo Collodi.
À la suite de son mauvais comportement, Pinocchio est redevenu une marionnette. Il souhaite de nouveau devenir un petit garçon. Afin de se racheter, il part dans l'espace combattre la baleine volante Astro qui menace la Terre.

## Fiche technique
- Titre : Pinocchio dans l'espace
- Réalisation : Ray Goossens
- Auteur : Fred Laderman sur un concept de Norm Prescott basé sur une l’histoire originale de Carlo Collodi.
- Musique : Robert Sharp, Arthur Korb
- Production : Norm Prescott, Fred Ladd, et Raymond Leblanc
- Sociétés de production : Belvision, Swallow
- Pays d'origine :  Belgique,  États-Unis
- Langue : français
- Durée : 71 minutes
- Dates de sortie :
  - Belgique : 25 mars 1965
  - États-Unis : 22 décembre 1965
- Titres :
  - États-Unis : Pinocchio In Outer Space

## Distribution

### Voix américaines
- Peter Lazer : Pinocchio
- Arnold Stang : Nurtle la tortue
- Jess Cain
- Conrad Jameson
- Mavis Mims
- Cliff Owens
- Minerva Pious
- Norman Rose